# Diga di Nergizlik
La diga di Nergizlik è una diga della Turchia. Si trova nella provincia di Adana.